# 424 (groupe)
Pour les articles homonymes, voir 424.
424 est un groupe de rock costaricain, originaire de San José. Son histoire commence en 2009, et se consolide avec sa formation actuelle en 2013. Ses membres incluent le chanteur Felipe Pérez, le guitariste Guayo Mena, le bassiste Lenoardo Valverde, et le batteur Juan Carlos Pardo.

## Biographie
424 est formé à San José, au Costa Rica. Eduardo Guayo Mena (guitariste) et Juan Carlos Pardo (batteur) engagent un chanteur, Felipe Pérez, lors d'un concert de son projet solo folk, Flpprz. Il y a quelques années, ils avaient rencontré Leonardo Valverde, guitariste renommé de la scène locale, qui rejoindra le groupe à la basse. Ils commencent le 24 avril 2009 (d'où le nom 424 : avril 24) et sortent un EP éponyme chez Autómata (Las Robertas). 
À la fin de 2011, ils commencent à collaborer à la production, à l'enregistrement et au mixage de Phil Vinall (Zoé, Pulp, Radiohead) avec qui ils enregistrent leur  premier album, Oro. Il est enregistré dans une communauté autonome située dans les montagnes du Pacifique Sud du Costa Rica.  Après avoir parcouru un bref trajet, dans des concerts et festivals du Costa Rica, 424 publie Oro le 10 décembre 2012. Immédiatement, l'album est bien accueilli par la presse spécialisée,. Quelques jours après sa sortie, il est catalogué « album de l'année 2012 », et inclus dans la liste des dix albums les plus téléchargés et le plus reproduit au Costa Rica en 2012.
En mai et juin 2013, le groupe entame son processus d'internationalisation en recevant de bonnes critiques et une exposition immédiate. Il signe avec Charco une plate-forme de promotion des talents latino-américains sur d'autres continents. 424 joue au Mexique,, notamment au Metropolitan Theatre avec Hello Seahorse!, jusqu'aux festivals Loud Blue à Guadalajara et au Festival Marvin 13. Concluant l'année, 424 apparait avec Carla Morrison au Festival de Cine de Costa Rica. En novembre, la distribution numérique de Oro commence sur Spotify et d'autres médias en continu, accompagné du clip de Gala. Au début de 2014, le groupe participe au Festival Internacional De las Artes de Costa Rica, et se rend à Austin, au Texas, pour faire ses débuts américains au festival SXSW. En 2015, le groupe réapparaît sur la scène internationale grâce à des festivals tels que le Vive Latino au Mexique, et le Estéreo Picnic.

## Discographie

### Albums studio
- 2012 : Oro
- 2013 : Nocturna

### EP
- 2010 : 424
- 2014 : Vivos

### Singles
- 2012 : Ánimo
- 2012 : Gala
- 2015 : Lógica
- 2015 : Chica de humo

### Clips
- 2013 : Gala (réalisé par Tino de la Huerta)
- 2014 : Al Hueco (réalisé par Marlon Villar)
- 2015 : Chica de humo (réalisé par Roberto Montero)
- 2017 : No tenernos (réalisé par Roberto Montero)